# The Raincoats
The Raincoats — британский постпанк ансамбль, организованный студентками художественного колледжа в Хорсни (Horsney College of Art) Джиной Бёрч (Gina Birch) и Аной да Сильва (Ana da Silva) в 1977 году. В первоначальный состав команды входили также Росс Крайтон и Ник Тернер, позднее основавший собственный коллектив, The Barracudas. В 1979 году Тернера (барабаны) заменила Пальмолив из The Slits; примерно в то же время в The Raincoats пришла скрипачка Вики Аспинол.
Первый сингл The Raincoats, «Fairytale in the Supermarket/In Love/Adventures Close to Home» был издан в 1979 году. фирмой Rough Trade Records после концертного турне с швейцарским девичьим постпанк квартетом Kleenex (позднее — LiLiPUT). Дебютный альбом, так и озаглавленный — «The Raincoats», был записан и появился в продаже несколькими месяцами позднее.
После записи «The Raincoats» Пальмолив ушла из ансамбля, и её заменила Ингрид Вайс. 2-й альбом, «Odyshape», записанный с Робертом Уайеттом и музыкантами из This Heat, был во многом более меланхоличным и спокойным, нежели его жесткий, почти авангардный предшественник с его рваными ритмами и скрипичными «дронингами» в стиле The Velvet Underground, но в то же время не менее экспериментальным: ритмы и мелодии усложняются, в музыке усиливается влияние реггей и этники. За ним последовал концертник «The Kitchen Tapes» (1983) и последний на тот момент альбом команды, «Moving» (1984), выдержанный в более мейнстрим-ориентированной стилистике новой волны. Вскоре после его выхода The Raincoats объявили о распаде.
В 1990-х всплеск интереса к The Raincoats, обусловленный заявлениями Курта Кобейна о его любви к их творчеству (в комментариях к компиляции «Incesticide» он вспоминал, как приехал в Лондон специально за копией их первого альбома взамен старой, испорченной) побудил Берч и да Сильву вернуться к музыке. Новый (последний на данный момент) альбом группы, «Looking In The Shadows», был издан в 1996 году.

## Дискография

### Альбомы
- 1979 — The Raincoats (#5 в UK Indie Chart)
- 1981 — Odyshape (#5)
- 1983 — The Kitchen Tapes (live)
- 1984 — Moving (#5)
- 1996 — Looking in the Shadows

### EP
- 1983 — Animal Rhapsody
- 1994 — Extended Play

### Синглы
- 1979 — «Fairytale in the Supermarket» / «In Love» / «Adventures Close to Home»
- 1982 — «No One’s Little Girl» / «Running Away» (#47)
- 1983 — «Animal Rhapsody» / «No One’s Little Girl» / «Honey Mad Woman»
- 1996 — «Don’t Be Mean» / «Vicious» / «I Keep Walking»